# Gairo
Gairo là một đô thị tại tỉnh Ogliastra trong vùng Sardinia, có vị trí khoảng 80 km về phía đông bắc của Cagliari và khoảng 15 km về phía tây nam của Tortolì. Tại thời điểm ngày 31 tháng 12 năm 2004, đô thị này có dân số 1.643 người và diện tích là 78,4 km².
Gairo giáp các đô thị: Arzana, Cardedu, Jerzu, Lanusei, Osini, Seui, Tertenia, Ulassai, Ussassai.

## Biến động dân số

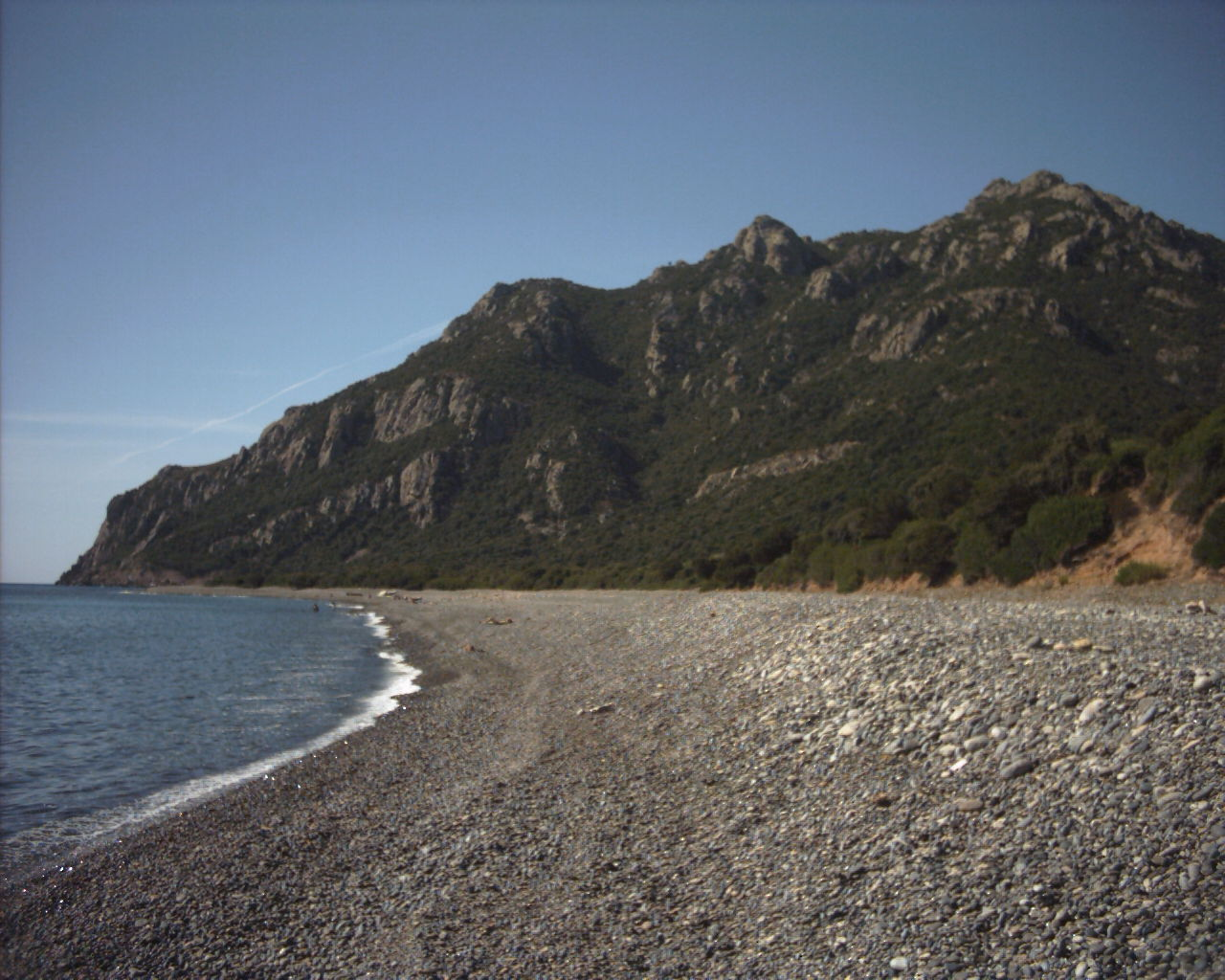
Bãi biển Coccorrocci.